# Ан Брейсгърдъл
Ан Брейсгърдъл (на английски: Anne Bracegirdle; * 1671 (вероятно) в Нортхамптъншър, Кралство Англия, † 12 септември 1748 в Лондон, Кралство Великобритания) е известна английска театрална актриса.

## Биография
Дъщеря е на Джустиниан Брейсгърдъл и на съпругата му Марта Фърнис. Кръстена е в Нортхамптън на 15 ноември 1671 г., въпреки че на надгробния ѝ паметник се казва, че е починала на 85-годишна възраст (предполагайки, че е родена около 1663 г.). Вероятно е отгледана от актьорите Томас и Мери Бетъртън от най-ранна детска възраст, Предполага се, че тя е „малкото момиче“, споменато на няколко пъти преди 1688 г. на афишите на Компанията на херцога, където Томас Бетъртън е голяма звезда. Поради тази причина в лондонския джентълменски клуб „Гарик“ стигат до извода, че тя е родена през 1673 г.
Името ѝ се появява за първи път в сметките на Лорд-камерхера през 1688 г. като член на Обединената компания (в която се влива Компанията на херцога). Някои от ролите ѝ през следващите години са известни благодарение на оцелелите списъци с имената на актьорите. Тя играе Сермения в пиесата на Афра Бен The Widow Ranter през 1689 г., където е в мъжки дрехи (бричове). Тя често се връща към този тип роли (т. нар. „бричови роли“). Към 1690 г. играе ролите на лейди Ан в пиесата на Уилям Шекспир  „Ричард III“ и е Дездемона в пиесата му „Отело“. Изпълнява много от главните женски роли в пиесите на Уилям Конгрийв. Скоро става един от важните членове на компанията и любимка на публиката, което е видно в честотата, с която изнася пролози и епилози.
През 1694 г. талантът ѝ достига своя зенит и е напълно признат. Драматургът Уилям Конгрив, наред с други, пише роли за нея. Тя често играе комичната роля в трагикомичен тандем с актрисата Елизабет Бари. Брейсгърдъл е в противовес на страданията и пасивността на героините на Бари и играе ролите на млади жени – жизнени, решителни, независими и инициативни, като така отговаря на очакванията на обществеността, която харесва бързите поредици от комични и трагични сцени.
През 1695 г. Обединената компания (United Company) е разкъсвана от разногласия между ръководството и актьорите, а главните актьори я изоставят и сформират собствена компания (Трупата на Бетъртън) под ръководството на Томас Бетъртън, Елизабет Бари и Ан Брейсгърдъл. Актрисата играе ролята на Анджелика, когато новата компания прави първия си спектакъл с премиерата на Love For Love на Уилям Конгрив, който е най-големият ѝ успех през 1690-те. Уилям Конгрийв пише ролята в съответствие с таланта и сценичното присъствието на Брейсгърдъл, както прави отново пет години по-късно с една от най-известните женски роли в британския репертоар – тази на Миламант в The Way of the World.
През 1705 г. Брейсгърдъл играе в трагедията на Никълъс Роу „Одисей“.
След 1705 г. тя намира сериозна конкуренция в лицето на Ан Олдфийлд. Тъй като става явно, че публиката предпочита нейната съперница, Брейсгърдъл напуска сцената, като прави само една повторна появява на бенефиса на Томас Бетъртън през 1709 г. Води скромен живот, но слухът неизбежно свързва името ѝ с това на Конгрийв, който ѝ оставя наследство след смъртта си през 1729 г.

## Разказът на Сибър
Английският театрален актьор и мениджър Коли Сибър описва Брейсгърдъл в своята автобиография, така както се появява през 1690 г., когато той за първи път се присъединява към компанията Друри Лейн в Лондон:
| „ | Тя нямаше по-голяма претенция към красотата от тази, към която най-желаната брюнетка можеше да претендира. Но нейната младост и жизнен външен вид хвърляха такъв блясък на здраве и веселие, че на сцената малцината, които не я бяха отминали, можеха да я гледат без желание. Даже беше на мода сред веселяците и младите да изпитват предпочитание или към слабост към г-жа Брейсгърдъл... Във всички главни роли, в които играеше, Желаната бе толкова доминираща, че нито един съдия не можеше да бъде достатъчно хладен, за да прецени поради какво друго особено превъзходство тя стана прелестна. | “ |

Сибър е поразен от нея. Той описва своята най-голяма, никога неосъществена актьорска амбиция като нов и незабележим служител на компанията „да играе любовник на г-жа Брейсгърдъл". През 1692 г. увлечението по актрисата на капитан Ричард Хил и на актьора Уилям Монфор води до трагедия: ревнивият Хил и банда, водена от скандалния лорд Моън, се опитват да отвлекат Ан и убиват на улицата Монфор – неин предполагаем любовник. Хил бяга от правосъдието, а Моън е изправен пред съда и оправдан. Говори се, че публичността подпомага кариерата на Брейсгърдъл и през 1702 г. тя все още е наричана „прославената девица“.
Актрисата отправя молба да бъде погребана в Уестминстърското абатство, която е изпълнена.